# Tarentola delalandii
La tarantola di Tenerife (Tarentola delalandii (Duméril & Bibron, 1836)) è un piccolo sauro della famiglia Phyllodactylidae, endemico delle Isole Canarie.

## Descrizione
Rettile dalla sagoma piuttosto tozza. I maschi misurano circa 7,3 cm e le femmine 6,4 coda esclusa. Le dita sono relativamente larghe. Gli occhi sono di colore giallognolo o marrone-dorato. Il dorso è ricoperto di numerosi tubercoli allineati fra loro, che si estendono fino ai fianchi; essi tendono ad avere i bordi più irregolari nella parte centrale della schiena. Il dorso presenta una serie di strisce leggere trasversali: alcune più scure, altre più chiare. Il colore del ventre varia dal giallastro al bianco sporco.
I maschi sono più grandi e possenti delle femmine, dalle quali si differenziano anche per la mancanza di piccoli artigli retrattili sul primo, secondo e quinto dito.

## Biologia

### Comportamento
Di abitudini notturne, può essere osservata di rado anche di giorno mentre si riscalda ai raggi del sole. Interagisce con i suoi simili tramite la comunicazione vocale, emettendo dei caratteristici richiami "kjok kok kok". Alla vista del pericolo, scompare sotto le pietre.

### Alimentazione
È una specie insettivora e la sua dieta comprende coleotteri, imenotteri, ragni e larve.

### Riproduzione
Depone circa 1-2 uova alla volta, di solito nascondendole sotto le pietre o sotto terra. Il numero di uova sembra dipendere anche dalle dimensioni dell'esemplare. Per le specie in cattività, si è osservato che, tra una deposizione e l'altra, passano circa 19 giorni, con un totale di 7 deposizioni in un anno. Le uova misurano circa 13 mm in lunghezza e 10 in larghezza; pesano in media 798 mg. La temperatura esterna influisce sul sesso dell'embrione; esso sviluppa il sesso maschile se la temperatura è compresa tra 22,4 e 26,5 °C, il sesso femminile se compresa tra 27,3° e 28,1 °C.

## Distribuzione e habitat
L'areale della specie è limitato alle isole di Tenerife e La Palma.
L'habitat è costituito prevalentemente da zone rocciose, boscaglie, muretti e aree urbane. È segnalata dal livello del mare fino a 2300 m di altitudine.

## Tassonomia
Descritta inizialmente come Platydactylus delalandii, venne poi spostata al genere Tarentola.

## Conservazione
Nonostante l'incremento del turismo abbia distrutto una parte del suo habitat, il numero della popolazione rimane elevato, adattandosi facilmente alla presenza dell'uomo, motivo per il quale la IUCN Red List la considera una specie a rischio minimo (Least Concern).
La tarantola di Tenerife è protetta dalla legislazione internazionale e parte del suo areale ricade in aree protette.